# Liste des députés de la première Restauration

Cette liste recense les personnes qui ont assuré un mandat de député au cours de la première Restauration.
- Haut – A
- B
- C
- D
- E
- F
- G
- H
- I
- J
- K
- L
- M
- N
- O
- P
- Q
- R
- S
- T
- U
- V
- W
- X
- Y
- Z

## A
- Pierre Auguste Adet
- Jean-Louis Admyrauld
- Michel Aroux
- Jacques Pierre Prothade d'Astorg
- François-Marie-Honoré-Laudoald Aubert
- Louis Aubusson de Soubrebost
- Jean-Baptiste Augier
- Victor Avoyne de Chantereyne

## E
- Toussaint, Bernard Emeric-David
- Jean-Marie, Joseph Emmery
- Claude, Nicolas Emmery
- Louis, Marie d'Estourmel

## F
- Jacques Faget de Baure
- Étienne, Odile, Alexandre de Falaiseau
- Maximilien Farez
- Jean-Baptiste, Antoine Faucheux dit Lefaucheux
- Marie, Félix Faulcon de la Parisière
- Guillaume, Stanislas Faure
- Alexandre, Jules, Antoine Fauris de Saint-Vincens
- Jean-Félix Faydel
- Pierre, François Flaugergues
- Jean-Baptiste, Magdelaine Fleury
- Bertrand, Pierre, Dominique Fornier de Saint-Lary
- Joseph, Marie, Colombe, Raymond, Henri, Denis de Fourquevaux
- Charles, Bruno Francoville
- Gabriel, François, Charles Frémin du Mesnil

## S
- Jacques Louis Saint-Martin
- Antoine-Léger Sartelon
- François Ignace Schaal
- Louis Philippe Winoc Schadet
- Mathurin Louis Étienne Sédillez
- Antoine-Isaac Silvestre de Sacy
- Marc Antoine Sirugue-Maret
- François-Joseph Souque

## T
- Louis Charles Taillevis de Périgny
- Alexis Le Veneur de Tillières
- Philibert-Louis-Alexandre de Tascher
- François-Charles Tharreau
- François Mansuy Thiry
- Jean-Henri de Trenqualye de Maignan
- Jacques Quentin Tronsson-Lecomte
- Louis François de Tryon de Montalembert
- Joseph-Golven Tuault de La Bouverie

## W
- Godefroy Waldner de Freundstein

## Z
- Louis Zoepffel